# Bulubadiangan
Bulubadiangan (variante : Bulobadiangan est une île privée située au nord-est de la province d'Iloílo, aux Philippines. Elle fait partie du barangay de Polopińa, dans la municipalité de Concepcion. Le Sandbar Island Beach Resort sur Bulubadiangan est connu aux Philippines.

## Localisation et géographie
L’île de Bulubadiangan se trouve à l’est de l’île de Panay dans la mer des Visayas. Faisant partie des îles Concepción, c’est une petite île au large de l’extrémité de l’île Igbon. Le point culminant de Bulubadiangan est à 67 m. Bulubadiangan se trouve à 0,8 km de Igbon et à 3,2 km de l’île de Pan de Azucar. Elle est reliée à l’île de Danao-Danao par un petit récif. Bien que privée, Bulubadiangan fait partie du barangay de Polopińa, qui compte 3419 habitants selon le recensement de 2010.

## Lieux d’intérêt
La principale caractéristique de Bulubadiangan est son banc de sable de 200 mètres de long, qui est exposé à marée basse. Le banc de sable est une destination populaire pour les touristes visitant Concepción.